# Oscar and the Wolf
Oscar and the Wolf — бельгийская музыкальная электро поп-группа, образованная в 2010 году Максом Коломби.

## История
Группа была сформирована в 2010 году, и в том же году были выпущены два мини-альбома. Но настоящую популярность коллектив получил в 2014 году благодаря альбому «Entity» («Существо»). Альбом включал в себя несколько успешных хитов, таких как «Princes» («Принцы»), «Undress» («Раздеваться») и «Strange Entity» («Странное Существо»). Этот альбом был назван также лучшим бельгийским дебютом 2014 года.
В 2014 году группа Oscar and the Wolf была номинирована для участия в MIA (фламандский музыкальный конкурс или англ. Music Industry Awards) и в Redbull Elektropedia Award.
В 2015 году группа Oscar and the Wolf выпустила сингл «Back to black» для фильма Black, кавер-версию Эми Уайнхаус. В 2016 году группа Oscar and the Wolf приняла участие в бельгийском фестивале Pukkelpop.
В 2017 году они были номинированы не менее шести раз в различных категориях на MIA и получили три награды: лучший живой концерт, лучшая популярная музыка и лучшее мужское вокальное исполнение.
Коломби работает над расширением свои популярности на международном уровне. Его второй альбом был анонсирован в 2017 году. Альбом называется «Infinity» («Бесконечность») и вышел 29 сентября 2017 года. Первые синглы «So Real» («Так реально») и «Breathing» («Дыхание») вышли в мае и июне, ещё один в сентябре «Runaway» («Беглец»). Летом 2017 года группа приняла участие в крупном бельгийском фестивале «Rock Werchter», затем «Tomorrowland», «Down the Rabbit Hole» и «Lokerse Feesten». В октябре 2017 года в Арене Спортпалейс, в Антверпене, группа дала два концерта. Выступление 28 октября прошло полным аншлагом. Затем последовали зарубежные гастроли в Лондоне, Париже, Амстердаме, Кельне и Берлине.
Entity (2014)
Это дебютный альбом, благодаря которому группа Oscar and the Wolf получила популярность в 2014 году. Макс Коломби связывает название этого альбома с названием группы. Он объясняет, что раньше он часто пел о луне. Он любит темноту и ночь, и поэтому он выбрал волка как символ ночи. Для контраста было выбрано имя Оскар, которое вызывает ассоциацию со светом. Коломби верит в две сущности (entities, spirits), день и ночь. По его словам, эти две сущности находятся внутри каждого человека.
Макс Коломби сказал: "В настоящий момент во мне сидит волк, но он появляется только на сцене. Если вы стоите там, вы все равно должны играть роль. На самом деле это не имеет значения, если это лунное или нет. В моем случае это не актёрская игра, а часть меня, которую я увеличил ".

## Состав группы
Макс Коломби (нидерл. Max Colombie, род. 22 февраля 1991 года) — лидер-вокалист группы Oscar and the Wolf. Он родился в небольшом городке Жете, в пригороде Брюсселя.
Группа состоит из трех других членов, помимо Макса Коломби:
- Озан Боздаг, на бас-гитаре
- Джаспер Буллинк, на гитаре
- Клаудио Ардуини, на барабанах

## Дискография
Альбомы
| Название альбома           | Дата выпуска | Замечания |
| Entity («Существо»)        | 02-05-2014   | Платина   |
| Infinity («Бесконечность») | 29-09-2017   | Золото    |

Синглы
| Название сингла                      | Дата выпуска | Замечания                        |
| Orange Sky («Оранжевое небо»)        | 21-05-2012   |                                  |
| Princes («Принцы»)                   | 10-02-2014   | Золото                           |
| Strange Entity («Странное Существо») | 16-06-2014   | Золото                           |
| Undress («Раздеваться»)              | 09-12-2014   |                                  |
| You’re mine («Ты мой»)               | 02-03-2015   | в сотрудничестве с Raving George |
| Joaquim («Жоаким»)                   | 01-06-2015   |                                  |
| Back to black («Назад к чёрному»)    | 26-10-2015   | в сотрудничестве с Tsar B Золото |
| The game («Игра»)                    | 29-07-2016   |                                  |
| So real («Так реально»)              | 19-05-2017   |                                  |
| Breathing («Дыхание»)                | 12-06-2017   | Золото                           |
| Runaway («Беглец»)                   | 15-09-2017   |                                  |